# Cheilophyllum microphyllum
Cheilophyllum microphyllum là một loài thực vật có hoa trong họ Huyền sâm. Loài này được Pennell mô tả khoa học đầu tiên năm 1935.